# Bratszki-víztározó
A Bratszki-víztározó (oroszul Братское водохранилище [Bratszkoje vadahranyiliscse]) Oroszország Irkutszki területén, az Angara folyón kialakított vízlépcsősor része, másodikként létesített nagy víztározója. (Először az Irkutszki-, harmadikként az Uszty-ilimszki-víztározó készült el). Ez a világ legnagyobb, folyóvölgyben létesített víztározója. 

## Földrajzi helyzete
A mai Bratszknál épített Bratszki-vízerőmű gátja mögött, az Angara és mellékfolyói vizének visszaduzzasztásával keletkezett. A duzzasztógát Irkutszktól több mint 600 km-re északra, az Angara egyik zuhatagos szűkületében (paduni zuhatag), kevéssel az Oka torkolata alatt épült. 
A meder gátjának hossza 924 m, maximális épített magassága 124,5 m. A két parton további, összesen 506 m hosszú betongátat, valamint a jobb parton 2987 m, a bal parton 723 m hosszú földgátat építettek. Az összesen 5140 m hosszú gátrendszer mögött jött létre a világ eddigi legnagyobb, folyóvölgyben létesített mesterséges tava.
A vízfelszín területe: 5470 km². A tározó vízgyűjtő területe 736 000 km², befogadóképessége 169,3 km³. Legnagyobb szélessége 33 km, átlagos mélysége 31 m, legnagyobb mélysége a gátnál 106 m. Hossza az Angarán 547 km, az Okán 370 km; az Iján (az Oka mellékfolyója) 180 km hosszan kanyargó öböl alakult ki. A gát visszaduzzasztó hatása az Angarán délen kb. a Belaja torkolatáig terjed. 
A tározó nagyjából dél-északi irányban nyújtózik el. Irkutszktól 140 km-re északra, Szvirszk körzetében még alig különbözik a folyótól: szélessége 1–4 km között váltakozik, átlagos mélysége 8 m, vizének hőmérséklete nem emelkedik 12–14 °C fölé. Északabbra, kb. 45 km-rel lejjebb 7–12 km széles „tengerré” változik, átlagosan 20 m mély, vize akár 19–20 °C-ra is felmelegszik. Balaganszk járási székhelynél (Irkutszktól 262 km-re északra) komp közlekedik. 20 km-rel lejjebb, a túlsó parton fekvő Uszty-Uda járási székhely után az addigi erdős sztyepp övet a tajga öv váltja fel, a partokat sűrű fenyvesek borítják. Tovább észak felé a tározó 2–2,5 km-re szűkül és mintegy 200 km-en át követi az Angara kanyargó völgyét, átlagos mélysége itt már 40 m. Sumilovo falunál (Irkutszktól 524 km-re) a tározó ismét kiszélesedik, Zajarszk település után a 12–15 km-t is eléri. Bratszk közelében, ahol a tározó két fő ága (az angarai és az okai) összeér, egyes pontokon 106 m, vagy akár 150 m mélységet is mértek.  

## Története
A Szovjetunió Állami Tervhivatala már 1936-ban jóváhagyott egy előterjesztést az Angarán építendő vízerőművekről. 1949-től a helyszínen felmérő munkát végzett egy expedíció. 1954 szeptemberben született meg a döntés az építkezés megkezdéséről.
A gát és az erőmű építése idején készítették elő az elárasztandó terepet. A területről 238 falut, 7 várost [illetve városi jellegű települést], 57 ipari létesítményt telepítettek ki. A megsemmisülésre ítélt települések helyett távolabbi helyeken többnyire új településeket létesítettek. A víztározó feltöltését 1961-ben kezdték meg és 1967-ben szeptemberben érték el az előírt vízszintet. 
Valentyin Raszputyin (1937–2015) orosz író, a part menti Uszty-Uda szülöttének egyik leghíresebb műve a Bratszki-víztározó miatt áttelepített falu emberi tragédiáiról szól: Isten veled, Matyora (Прощание с Матёрой, Proscsanyije sz Matyoroj, 1976). Magyarra fordította Harsányi Éva (Európa Kiadó, 1980).

## Hasznosítása
A víztározó elsődleges célja a Bratszki-vízerőmű működéséhez, a villamosenergia termeléséhez szükséges vízi energia biztosítása. Emellett fontos a vízszint éves szinten történő szabályozásának lehetősége. 
A tározó állandó és bőséges víztartalékot jelent a partjára épült települések számára. Biztosítja – főként Bratszkban – a kommunális és az ipari létesítmények, köztük a vízigényes cellulóz- és papírkombinát vízellátását.
Megépítésével létrejöttek a biztonságos hajózás feltételei Irkutszk és Bratszk között, hajózhatóvá vált a nagyobb mellékfolyók alsó szakasza is. A gátnál azonban hajózsilip nem épült.